# Kreutzbergs menageri
Kreutzbergs menageri var ett menageri i Humlegården i Stockholm, ägt av tyske Gottlieb Christian Kreutzberg.
(1810/14- 1874).
En framträdande tränare av djuren var den enligt uppgift, sextonåriga Cäcilie Nicolai (Cecilia Nilsson?) som 1864 beskrevs på tyska som Die junge Schwedin mit ihren Schülern in Kreutzberg’s Menagerie. Cäcilie Nicolai uppges ha varit dotter till den danske trollkonstnären herr Bils. 
Möjligen kan denna unga sextonåriga kvinna, som tränade och förevisade björnar, hyenor, tigrar och leoparder i Humlegården, också där ha arbetat med den unga elefanten Pepita, möjligen identisk med Europas första afrikanska elefant, vilken levererades 1862 till Menagerie Gottlieb Kreutzberg av den österrikiske djurhandlaren Lorenzo Casanova. Några andra afrikanska elefanter är inte kända i Europa år 1864.